# ورنر (دهانه)
ورنر یک دهانه برخوردی در ماه‌ است.

## دهانه‌های اقماری
این دهانه ۷ دهانه اقماری دارد.
| Werner | عرض جغرافیایی | طول جغرافیایی | قطر          |
| ------ | ------------- | ------------- | ------------ |
| A      | ۲۷.۲° S       | ۱.۱° E        | ۱۵.۰ کیلومتر |
| B      | ۲۶.۲° S       | ۰.۷° E        | ۱۳.۰ کیلومتر |
| E      | ۲۷.۴° S       | ۰.۸° E        | ۷.۰ کیلومتر  |
| D      | ۲۷.۱° S       | ۳.۲° E        | ۲.۰ کیلومتر  |
| G      | ۲۷.۶° S       | ۱.۳° E        | ۹.۰ کیلومتر  |
| F      | ۲۵.۸° S       | ۰.۸° E        | ۱۰.۰ کیلومتر |
| H      | ۲۶.۶° S       | ۱.۵° E        | ۱۶.۰ کیلومتر |